# Pointe du Hoc

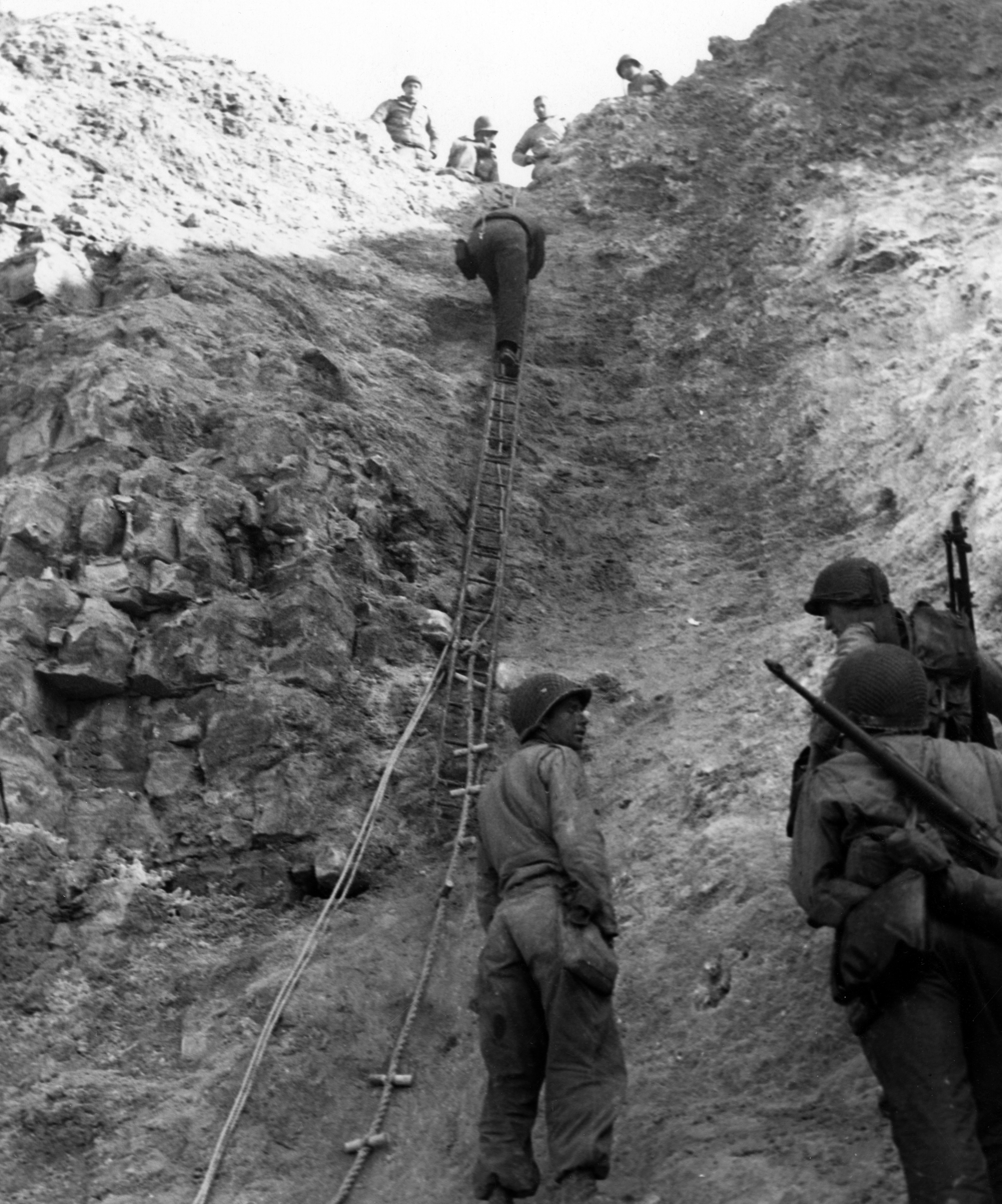
Ranger klettern die Steilküste hinauf, 6. Juni 1944

Die Pointe du Hoc [pwɛ̃t dy ɔk] (fälschlicherweise auch Pointe du Hoe genannt) ist ein 500 Meter langer und etwa 30 Meter hoher Abschnitt an der Steilküste an der Calvadosküste in der Normandie in Frankreich, etwa 6,4 Kilometer von dem von den Alliierten Omaha Beach getauften Strandabschnitt entfernt. Am D-Day, während der Operation Overlord im Zweiten Weltkrieg, schaltete ein US-amerikanisches Ranger-Bataillon bei der Pointe du Hoc deutsche Stellungen aus.

## Hintergrund

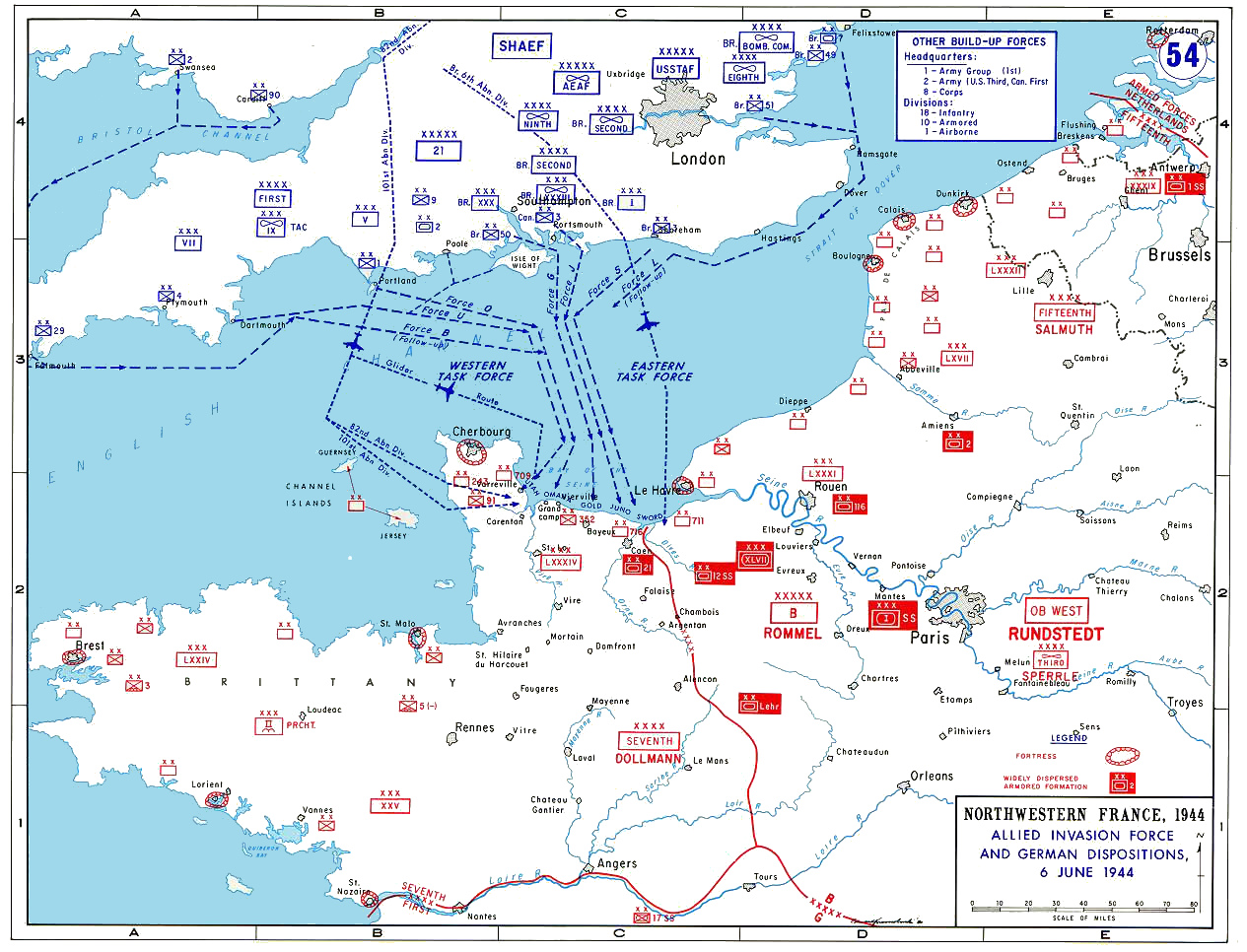
Karte der Normandie und der Truppenstärken und -bewegungen

Bereits vor Kriegseintritt der USA im Dezember 1941 war ein Engagement am europäischen Kriegsschauplatz absehbar. In der Konferenz von Washington 1941 bestätigten Franklin D. Roosevelt und Winston Churchill, dass eine Landung am europäischen Kontinent erforderlich werden würde, und zwar über das Mittelmeer, von der Türkei aus in den Balkan, oder durch Landungen in Westeuropa. Dem Krieg gegen die deutsche Wehrmacht wurde Priorität gegenüber dem Krieg im Pazifik gegen Japan eingeräumt.
Um die Rote Armee zu entlasten, hatte Josef Stalin die Westalliierten zur Eröffnung einer zweiten Front gedrängt. Auf der Konferenz von Teheran im November 1943 wurden daher Landungen in Nord- und Südfrankreich, die Operationen Overlord und Anvil, beschlossen. Im Gegensatz zu Winston Churchill, der – angeblich aufgrund fehlender Transportmittel – auf einen Verzicht auf die Operation Anvil drängte, favorisierte Stalin die ursprünglich geplante Zangenbewegung. Die Rote Armee hatte diese Taktik schon öfter erfolgreich angewandt. Die Amerikaner hielten eine Invasion in Südfrankreich ebenfalls für sinnvoll, da die Häfen von Toulon und Marseille gute Nachschub- und Versorgungsmöglichkeiten für die alliierten Truppen in Frankreich bieten würden. Die Durchführung einer zeitgleichen Invasion in Südfrankreich (Operation Anvil) wurde aufgegeben und als Operation Dragoon zeitversetzt im August 1944 durchgeführt.
Bei der Casablanca-Konferenz wurde in Abwesenheit Stalins die Gründung eines kombinierten Hauptquartiers, des Supreme Headquarters Allied Expeditionary Force, beschlossen. Die Führung der Supreme Allied Commander sollte Dwight D. Eisenhower übernehmen. Eisenhowers Stabschef wurde unter der Bezeichnung Chief of Staff to the Supreme Allied Commander der Lieutenant-General Frederick E. Morgan, der die Planung für die Operation Overlord leiten sollte. Die Leitung der Landeeinheiten übernahm Bernard Montgomery. Die Seestreitkräfte sollte Admiral Bertram Ramsay befehlen, die Luftstreitkräfte von Air Chief Marshal Trafford Leigh-Mallory. Als Hauptziel der Operation wurde festgelegt, die französische Stadt Caen sowie andere große Städte in der Normandie zu erobern.

## Der Plan

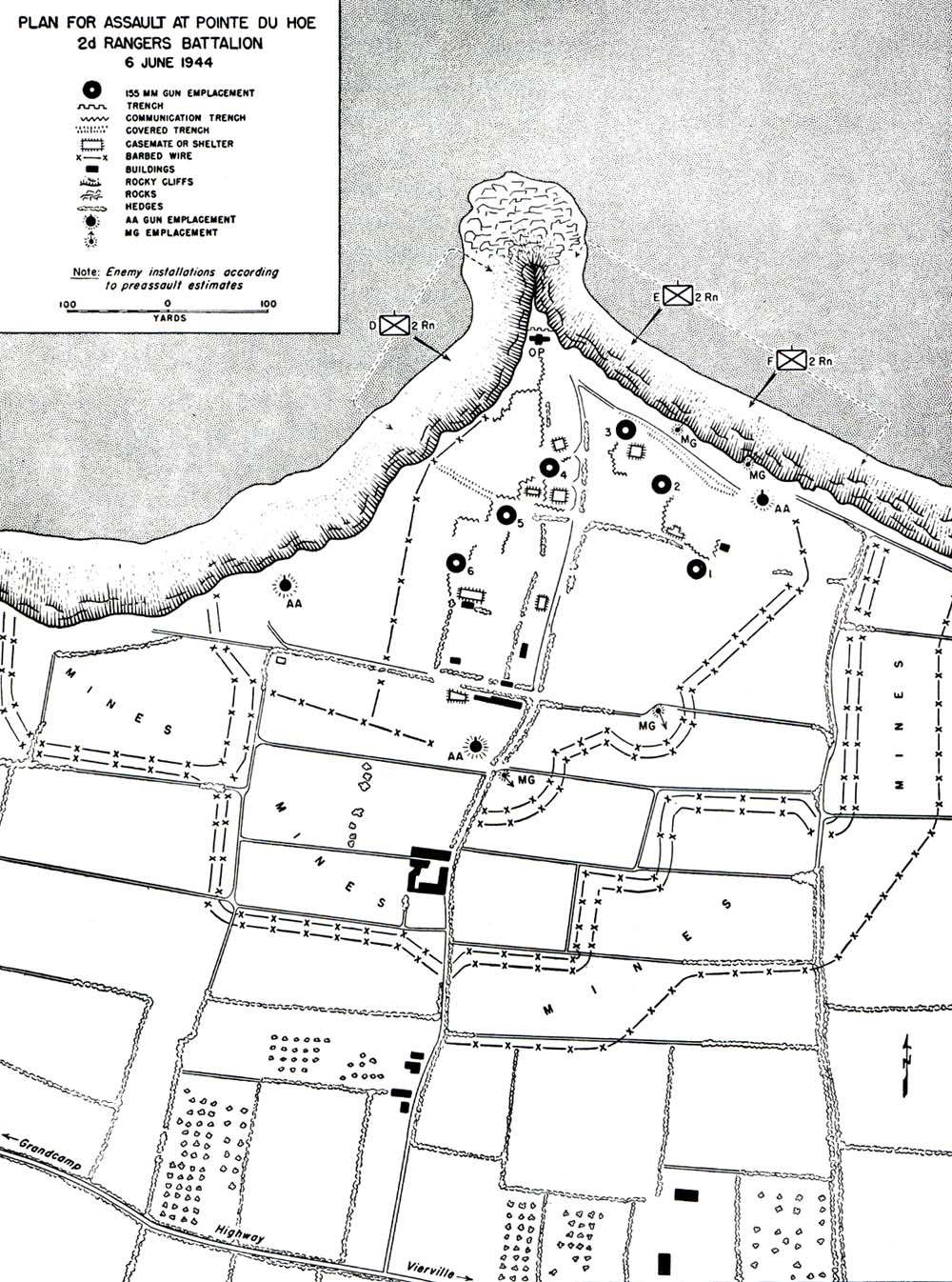
Karte der Pointe du Hoc

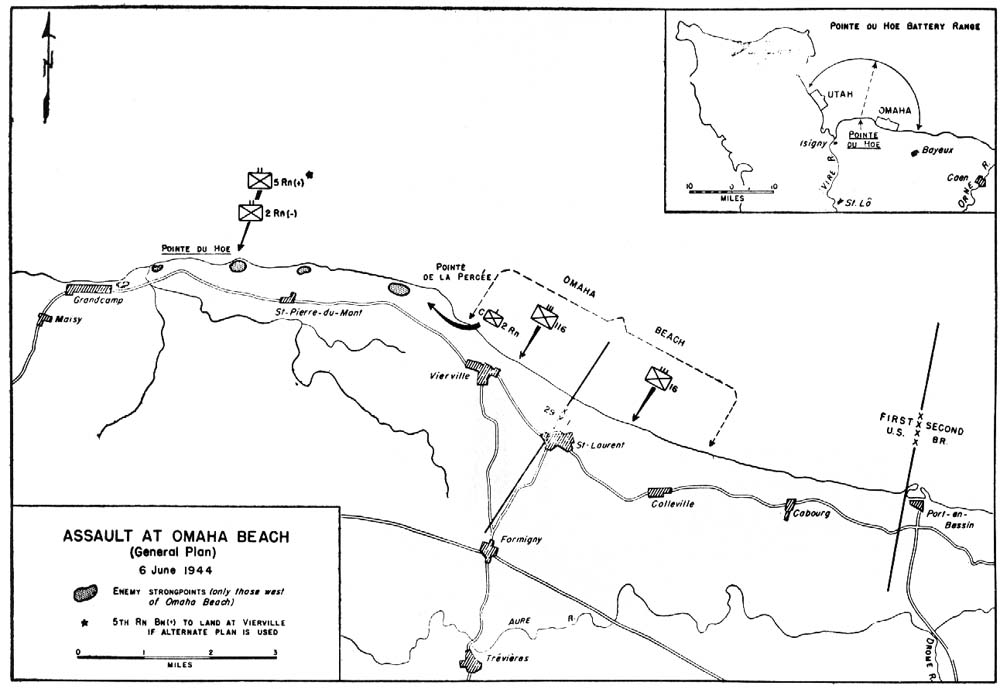
Lage und Schussbereich der Batterie bei der Pointe du Hoc

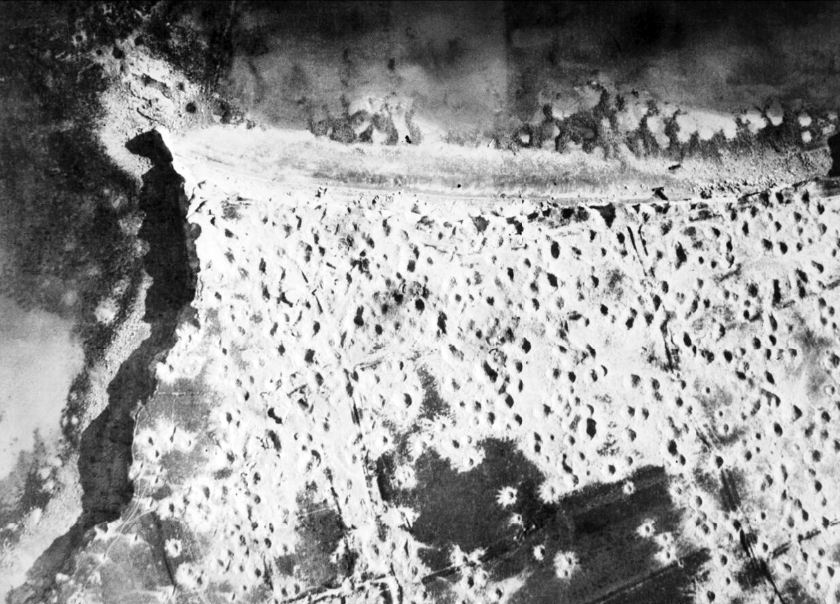
Die Pointe du Hoc nach den Bombardements

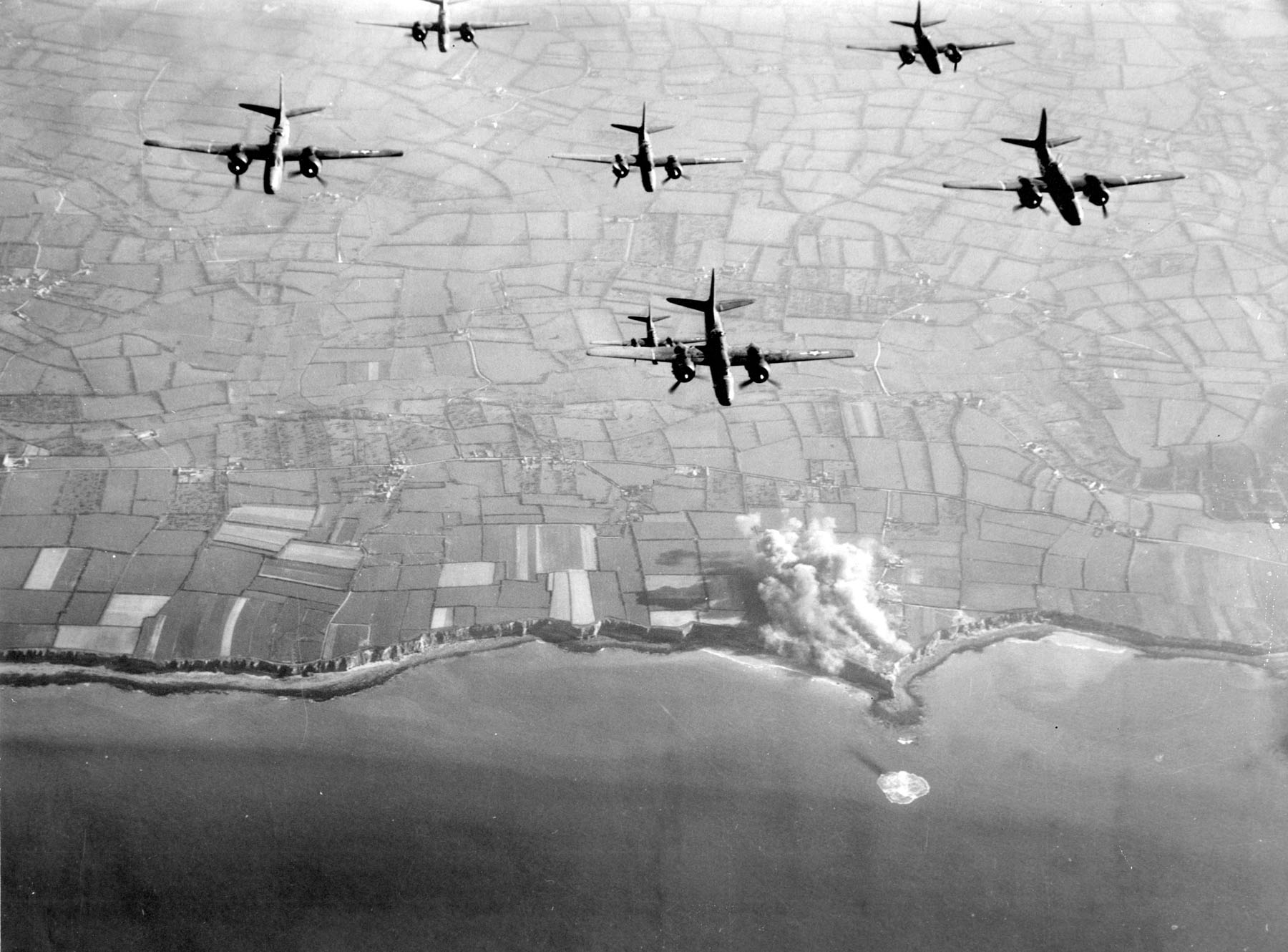
Bombardierung der Pointe du Hoc durch Bomber der 9th Air Force

Bei der Pointe du Hoc, die in US-amerikanischen Armee-Dokumenten oft fälschlicherweise als „Pointe du Hoe“ angegeben wird, befand sich eine deutsche Stellung mit sechs 15,5-cm-Kanonen 416 (f), die den Strand bewachten und somit die amerikanischen Landungstruppen an den Strandabschnitten Utah und Omaha Beach unter Beschuss hätten nehmen können. Obwohl die Stellungen oft von Bomberverbänden und Schiffsartillerie angegriffen wurden, hielten die starken Befestigungen deren Beschuss stand. Deshalb wurde dem US-amerikanischen 2. Rangerbataillon der Auftrag gegeben, die Geschütze am Morgen des D-Day zu vernichten.
Die Stellung war von der deutschen Organisation Todt erbaut worden. Das Areal war durch zwei 2-cm-Flugabwehrkanonen, diverse Maschinengewehr-Stellungen, Minenfelder und Stacheldrahtverhaue sowie durch die Klippen geschützt. Laut Berichten der Résistance sollten sich 125 Soldaten der Waffen-SS und 85 Kanoniere in den Stellungen befinden. Die Kanoniere gehörten zur 2. Batterie der Heeres-Küsten-Artillerie-Abteilung 1260. Nahegelegen befand sich auch ein Beobachtungs- und Feuerleitposten, der mit einer fünf Kilometer entfernten Radarstation bei der Pointe de la Percée verbunden war.
Das aus 225 Männern bestehende Rangerbataillon wurde von Lieutenant Colonel James Earl Rudder angeführt. Der Plan sah für die drei Rangerkompanien (D, E und F) vor, von See aus an den Füßen der Klippen anzulanden und dann mit Seilen, Leitern und ähnlichem die Felswände emporzuklettern. Danach sollten die Truppen das obere Kliff erobern. Der Angriff sollte vor den alliierten Hauptlandungen ausgeführt werden. Es war vorgesehen, ihn um 6:30 Uhr morgens zu beginnen, eine halbe Stunde später sollte eine zweite Gruppe, bestehend aus acht Kompanien, folgen. Daraufhin sollten sie von Truppen, die am Abschnitt „Dog Green“ bei Omaha Beach landeten, abgelöst werden.
Die Ranger wurden für den Angriff auf der Isle of Wight von britischen Kommandoeinheiten trainiert. Fünfzig der Ranger hatten zuvor, im Jahr 1942, bei dem Angriff auf Dieppe an der Operation Jubilee teilgenommen.

## Ausführung

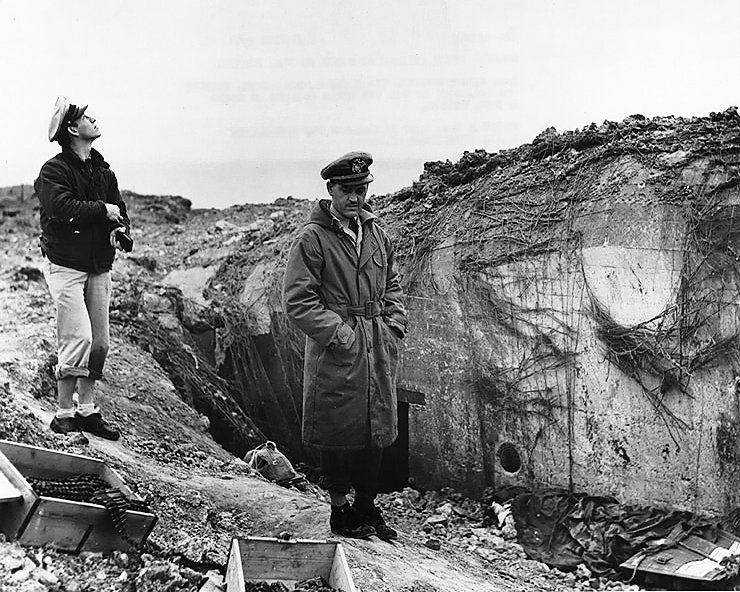
Besatzungsmitglieder der USS Texas besichtigen die Pointe du Hoc

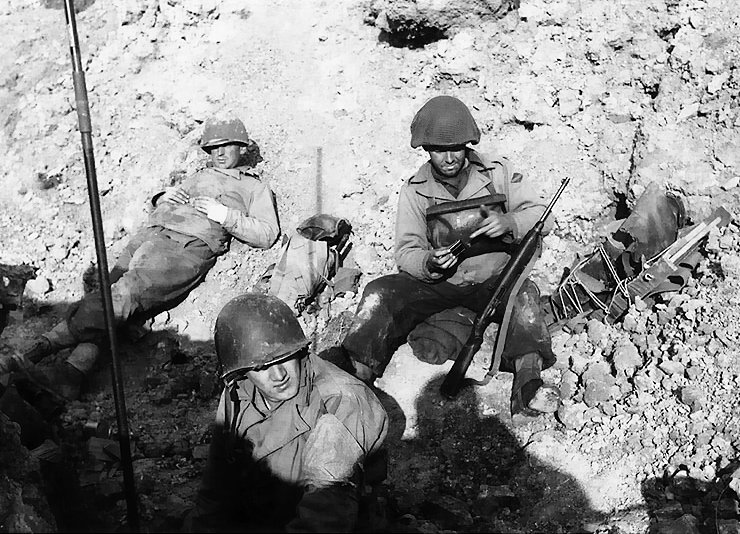
Ranger ruhen sich auf der Pointe du Hoc am 6. Juni aus

Nach einigen anfänglichen Rückschlägen aufgrund schlechten Wetters wurde die Operation um einen Tag verschoben. Alle mussten auf See bleiben. Am nächsten Tag war das Wetter noch immer schlecht, doch es wurde grünes Licht gegeben.
Gegen 4:30 Uhr bestiegen die Soldaten des 2. Ranger-Bataillons zehn britische Landungsboote und machten sich auf den Weg zur Festung. Doch schon in den ersten Minuten hatten verschiedene Boote Probleme mit dem Wasserstand und dem schweren Seegang. Gegen 5 Uhr konnte ein Boot diesem nicht mehr standhalten und kenterte. Aufgrund der widrigen Bedingungen kamen 19 Soldaten dabei um.
Nach einigen anfänglichen Rückschlägen wegen schlechten Wetters und Navigationsproblemen landeten die Amerikaner 40 Minuten später als vorgesehen, um 7:10 Uhr, am Fuß der Klippen, wobei der Angriff von alliierten Zerstörern unterstützt wurde. Die Deutschen leisteten jedoch verbissen Widerstand und warfen mit Felsbrocken und Handgranaten auf die heraufkletternden Amerikaner. Gegen 7:15 Uhr erreichten die ersten Ranger das Kliff in Höhe der zerstörten Flak-Stellung und richteten sich zur Verteidigung ein. Nach weiteren 20 Minuten waren alle Männer oben.

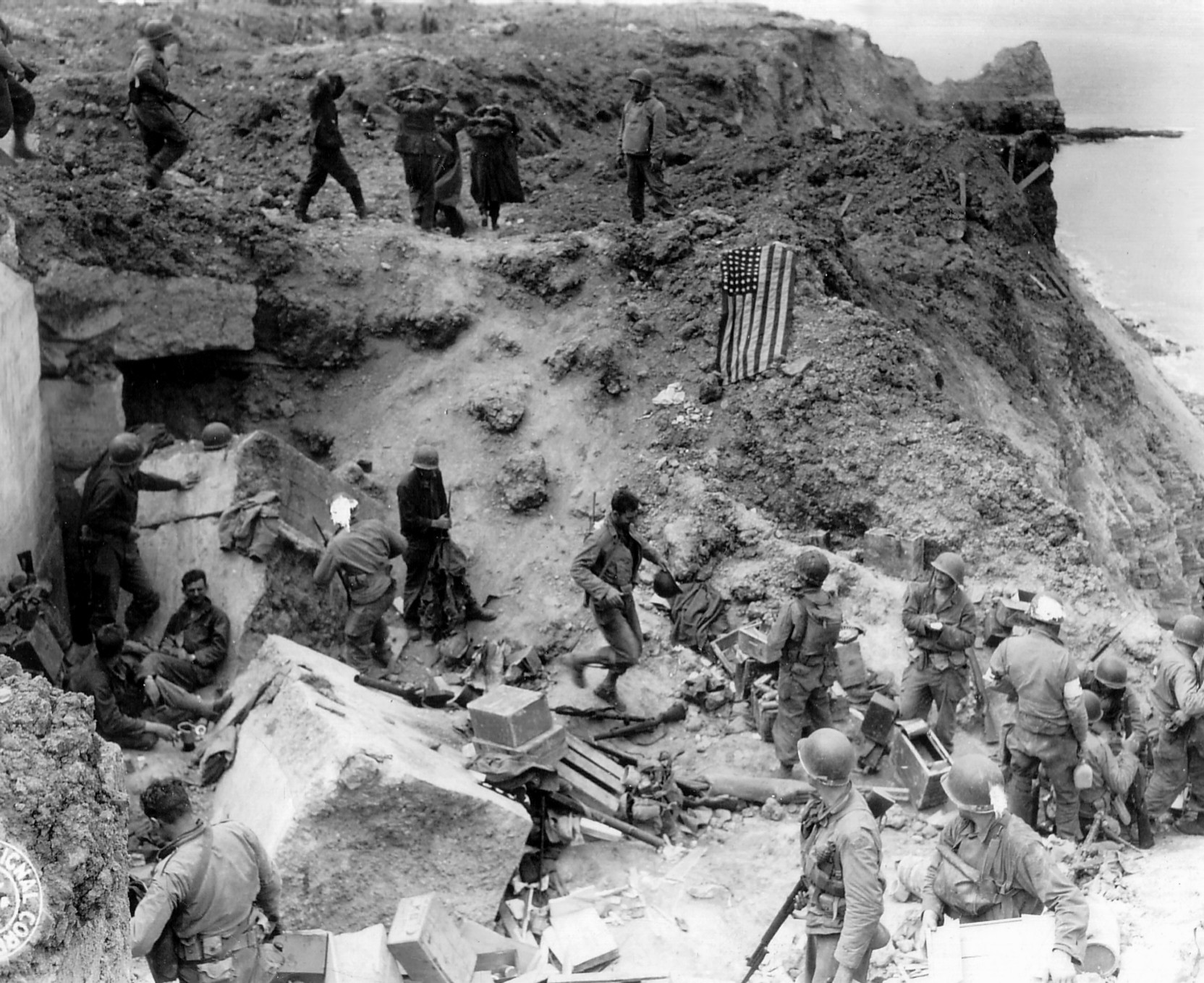
Ranger und deutsche Kriegsgefangene am zweiten Tag nach dem D-Day, dem 8. Juni 1944, auf der Pointe du Hoc

Die Geschütze waren allerdings schon weggeschafft worden, möglicherweise wegen der Bombenangriffe, welche die Invasion einleiteten. Die Ranger formierten sich auf dem Kliff neu, errichteten Verteidigungsstellungen und schickten einige Männer weiter ins Inland, um die Geschütze zu suchen. Eine der Patrouillen fand die Geschütze unbewacht und ohne Munition in einem Obstgarten, etwa einen Kilometer südwestlich der Pointe du Hoc. Die Patrouille zerstörte die Geschütze mit Thermit-Granaten, wodurch der Höhen- und Schwenkmechanismus zerstört wurden. Die zweite Patrouille kam hinzu und zerstörte ein Munitionslager.
Nachdem die Ranger am Rande der Pointe du Hoc einen Brückenkopf errichtet hatten, wurden sie am 6. und 7. Juni mehrmals von deutschen Truppen angegriffen und 200 Meter vor der Spitze der Klippe eingekesselt. Das 116. US-Infanterieregiment und das 5. US-Rangerbataillon, die vom Omaha Beach kamen, rückten ca. 900 Meter an die eingeschlossenen Ranger heran. In der Nacht vom 7. auf den 8. Juni befahl der Befehlshaber der deutschen Truppen, die die Ranger einkesselten, sich zurückzuziehen, woraufhin die amerikanische Verstärkungen vom Omaha Beach durchbrechen konnten.
Am Ende des zweiten Tages war die Einheit von mehr als 225 Männern auf 90 noch kampffähige Männer geschrumpft.
Nach der Schlacht waren einige Ranger davon überzeugt, dass französische Zivilisten den deutschen Soldaten zur Seite gestanden hatten. Viele wurden beschuldigt, auf die Amerikaner geschossen zu haben oder als Artilleriebeobachter für die Deutschen gedient zu haben. Einige unter ihnen wurden von den Rangern getötet.

## Nachwirkungen

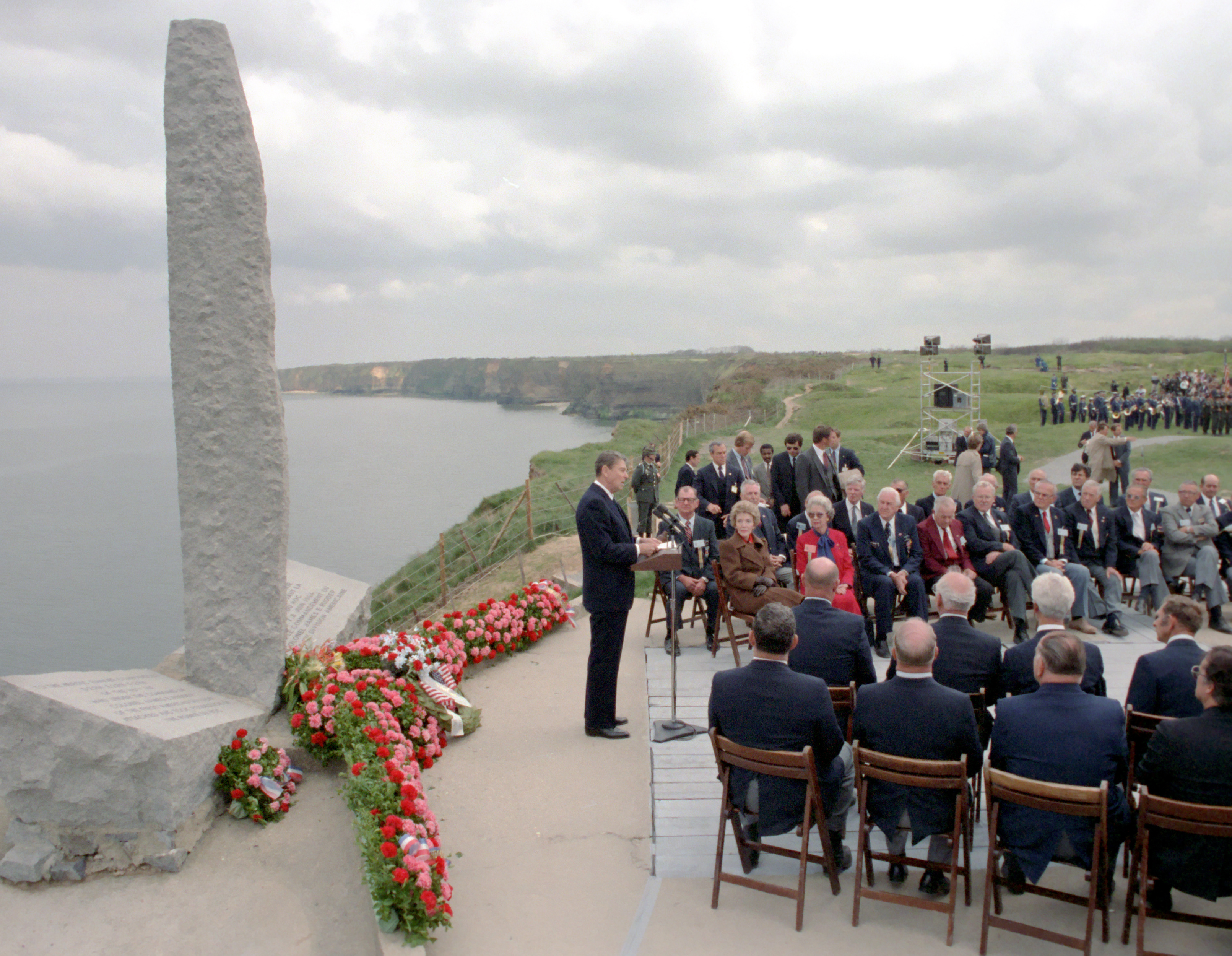
US-Präsident Ronald Reagan bei der Gedenkfeier zum 40. Jahrestag des D-Days am 6. Juni 1984 am Pointe du Hoc vor dem Rangerdenkmal auf dem vorderen Beobachtungsbunker; um eine ebene Fläche zu erhalten wurde die Beobachtungsstelle oben auf dem Bunker für die Feierlichkeiten mit Brettern abgedeckt

Aufgrund seiner Verdienste in der Normandie wurde Rudder einige Zeit später zum General befördert und leitete daraufhin in Texas die Schule des Rangerregimentes.
Ein Museum in Grandcamp-Maisy und eine Gedenkstätte erinnern heute an den Kampf um die Pointe du Hoc. Viele der alten Befestigungen sind heute noch auf den von Bombentrichtern übersäten Klippen sichtbar.
Zum 60-jährigen Jubiläum der Landung in der Normandie wurde das Gelände neu hergerichtet und den USA übereignet. Ein großer PKW-Parkplatz, Busparkplätze und eine Aussichtsplattform ermöglichen es heute Touristen, das Kampfgelände zu erkunden.

## Die Pointe du Hoc heute

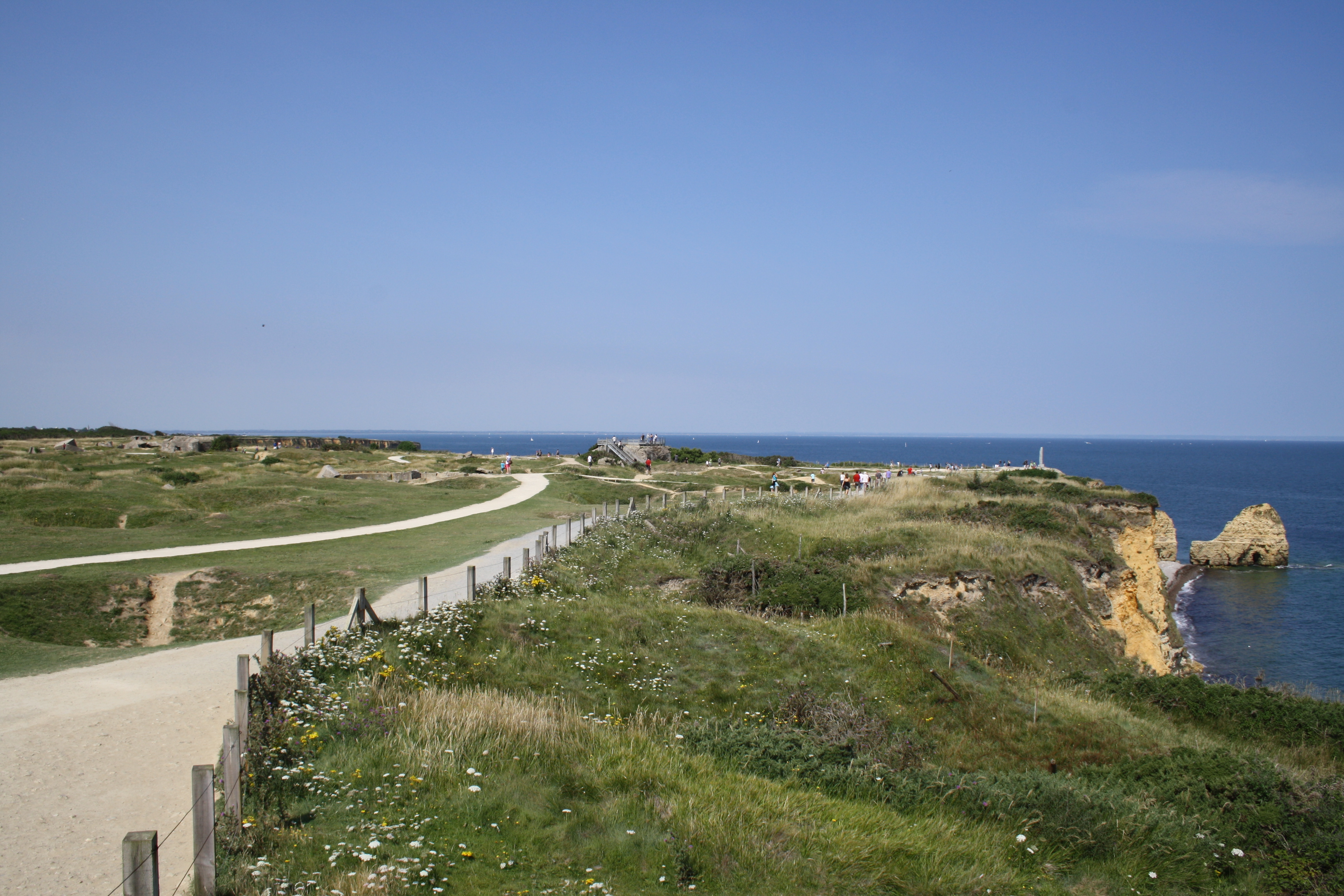
Blick über das Gelände von Südosten her

Das Gelände des ehemaligen Kampffeldes wurde am 11. Januar 1979 den Vereinigten Staaten von Amerika zur dauerhaften Nutzung überlassen. Die ABMC (American Battle Monuments Commission) pflegt seither das Gelände und versucht, es im Zustand von 1944 zu erhalten.
Nachdem in den letzten 60 Jahren ca. 10 Meter der Felsenküste erodiert sind, hat die ABMC nach einer Studie von 2004 beschlossen, dieses historische Gelände zu retten. Besonders der Feuerleitstand der Batterie ist durch das Abbröckeln des Felsens darunter gefährdet, in die Tiefe zu rutschen. Im Frühjahr 2010 wurde das Ranger-Denkmal entfernt und eine Zufahrtsstraße zum Feuerleitstand gebaut. Seither werden nun die Auswaschungen unter dem Pointe du Hoc mit Beton verfüllt. Zudem werden horizontale und vertikale Stabilisierungsbohrungen rund um den Feuerleitstand angelegt, um diesen dauerhaft zu stabilisieren. Die Bauarbeiten wurden Ende 2010 abgeschlossen. Das Rangerdenkmal wurde wieder aufgestellt.
Im März 2023 wurde aufgrund erheblicher Erdrutsche der Fußgängerweg vom Bunker „Flakstellung“ zum Beobachtungsbunker aus Sicherheitsgründen geschlossen und ein anderer Zugangsweg angelegt. Ein großer Erdrutsch im November 2023 zwang zur Schließung der Plattform des Bunkers „Flakstellung“ für Besucher.